# دائرة حاسي مماش
دائرة حاسي مماش إحدى دوائر الجزائر التابعة لولاية مستغانم. عاصمتها هي حاسي مماش و تضم بلديات حاسي مماش و ستيدية · مزغران.
.

## قائمة الهياكل الشبانية في الدائرة

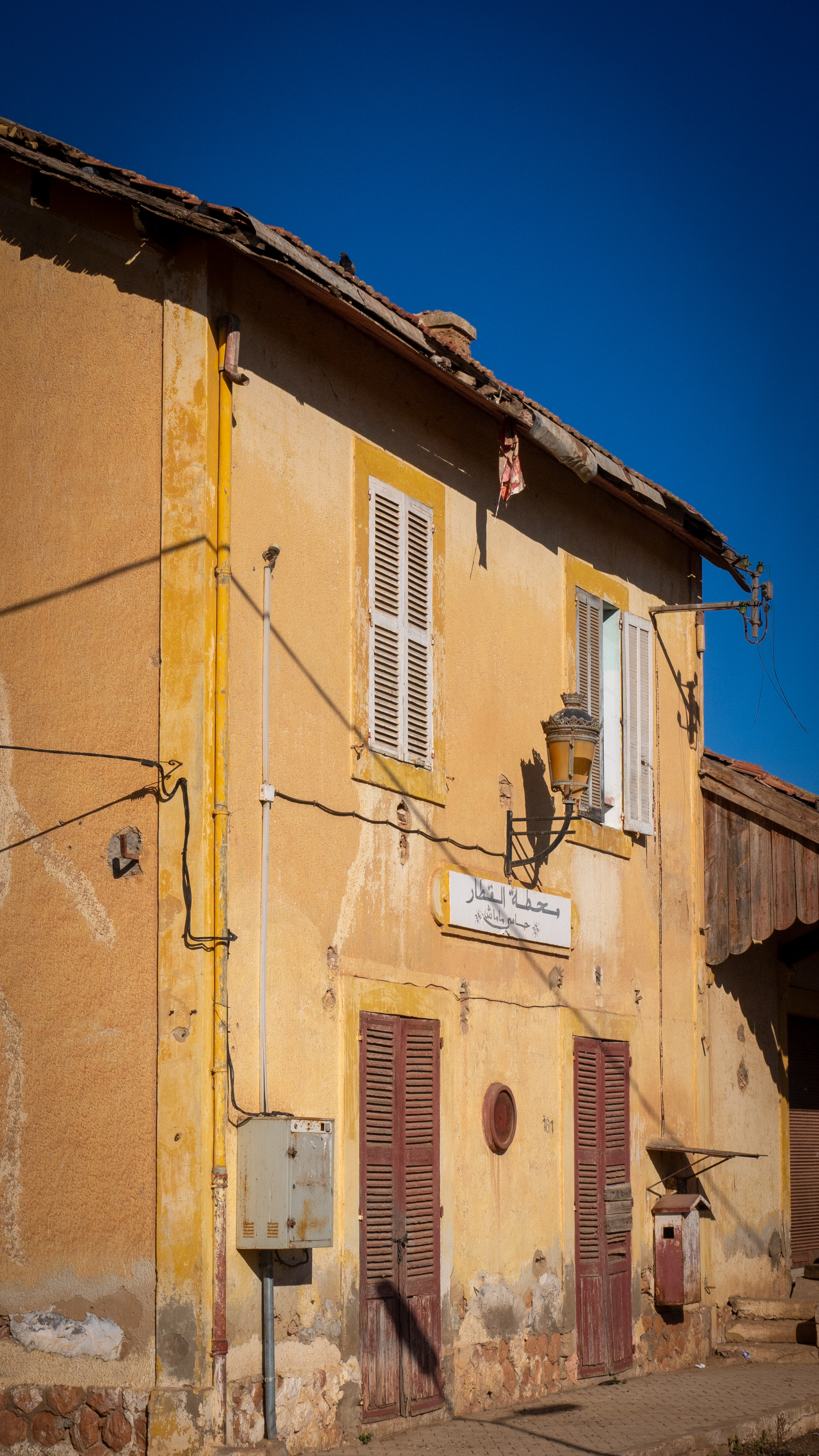
محطة القطار حاسي ماماش

- دار الشباب مزغران
- بيت الشباب لاكريك
- محطة القطار حاسي ماماشمخيم الشباب اوريعه
- دار الشباب حاسي ماماش
- م.رج. حاسي ماماش
- دار الشباب استيديا
- بيت الشباب استيدية
- م.ر.ج استيدية